# Liste der Baudenkmäler in Konradsheim (Erftstadt)
Die Liste der Baudenkmäler in Konradsheim (Erftstadt) enthält die denkmalgeschützten Bauwerke auf dem Gebiet von Erftstadt-Konradsheim in Nordrhein-Westfalen (Stand: Juni 2024). Diese Baudenkmäler sind in der Denkmalliste der Stadt Erftstadt eingetragen; Grundlage für die Aufnahme ist das Denkmalschutzgesetz Nordrhein-Westfalen (DSchG NRW).

## Baudenkmäler
Die Liste der Baudenkmäler enthält Sakralbauten, Wohn- und Fachwerkhäuser, historische Gutshöfe und Adelsbauten, Industrieanlagen, Wegekreuze und andere Kleindenkmäler sowie Grabmale und Grabstätten, die eine besondere Bedeutung für die Geschichte Erftstadts haben.
Hinweis: Die Reihenfolge der Denkmäler in dieser Liste entspricht der offiziellen Liste und ist nach Bezeichnung, Ortsteilen und Straßen sortierbar.
| Bild                        | Bezeichnung                 | Lage                                   | Beschreibung | Bauzeit           | Eingetragen seit | Denkmal- nummer |
| --------------------------- | --------------------------- | -------------------------------------- | --- | ----------------- | ---------------- | --------------- |
| Vorburg Burg Konradsheim    | Vorburg Burg Konradsheim    | Frenzenstraße 146 Karte                | Das Backsteinwohnhaus der heutigen Vorburg wurde im Jahr 1886 erbaut. Das Jahr des Neubaus ist in der Wetterfahne neben den Initialen des damaligen Besitzers von Loe angegeben. Straßenseitig wird die Fassade durch einen breiten Mittelrisalit betont. Zum Innenhof führt ein breiter Weg, der neben einer älteren Backsteinbrücke angelegt wurde. Vom alten Hofeingang ist der unmittelbar neben dem Wohnhaus gelegene Torbogen erhalten. Der Hauseingang im Innenhof ist über eine Freitreppe mit schmiedeeisernem Gitter zu erreichen. Die an das Wohnhaus anschließenden zweiflügeligen Gebäude entstanden überwiegend im 20. Jahrhundert. | 1886              | 12.08.1982       | 026             |
| weitere Bilder              | Burganlage Burg Konradsheim | Frenzenstraße 148 Karte                | Das von Wassergräben umgebene Burghaus mit zwei hohen Stockwerken wurde auf einem hohen Untergeschoss errichtet. Das Wohnhaus hat ein Satteldach mit Treppengiebel. Von den ursprünglich vier Ecktürmen flankieren zwei Treppentürme mit sechsseitigen Hauben das Wohnhaus. Von den beiden Ecktürmen der ehemaligen Befestigung blieb der Nordwesteckturm bis zur Brüstungshöhe abgetragen, der Turm an der Nordostecke wurde wieder um zwei Geschosse aufgestockt. Ein Erker aus rotem Sandstein an der Westseite des Wohnhauses weist im Giebel eine Muscheldarstellung im Renaissancestil auf. Dem Wohnhaus angeschlossen ist ein Torhaus, zu dem eine ansteigende Bogenbrücke führt. Von der alten Vorburg ist das Wohnhaus des Halfen erhalten, ein zweigeschossiges Backsteingebäude mit Stufengiebel. | 1337              | 12.08.1982       | 027             |
| weitere Bilder              | Umspannstation RWE          | Am Golfplatz / K 44 Karte              | Das in der Nähe der Burg Konradsheim gelegene Trafohäuschen mit Satteldach und beidseitigen Treppengiebeln ist wie ein Turm gestaltet. | 1911              | 06.06.1994       | 215             |
| 2-geschossiges Fachwerkhaus | 2-geschossiges Fachwerkhaus | Frenzenstraße 147 Karte                | Das zweigeschossige Fachwerkhaus mit einer seitlichen großen Hofeinfahrt liegt traufseitig zur Straße. Das Satteldach ist mit Pfannen gedeckt. Die paarig angeordneten Fenster sind mit Schlagläden versehen. Nach der vor einigen Jahren erfolgten Restaurierung wurde der Vorgarten angelegt und mit einem Lattenzaun umgeben. | 19. Jh.           | 13.02.1995       | 220             |
| Wegekreuz                   | Wegekreuz                   | Frenzenstraße bei Hausnummer 136 Karte | Das Sandsteinkreuz ist in der Nische einer Hauswand aufgestellt. Auf dem Sockel eines rechteckigen Pfeilers steht ein Schaft mit einem Relief, auf dem Kapitell ein Kreuz mit einem neuen Kruzifix aus Bronze. | 2. Hälfte 19. Jh. | 16.09.1996       | 270             |

## Belege
1. ↑  Denkmalliste der Stadt Erftstadt, übermittelt durch die Untere Denkmalbehörde Erftstadt